# Raymond Couty
Pour les articles homonymes, voir Couty.
Raymond Couty est un mathématicien français né le 27 août 1919 et décédé le 5 mai 2005. Il est un des « pères fondateurs » de l'université de Limoges. Il y a créé le département de mathématiques et l'a dirigé pendant plus de vingt ans. Ses recherches portent sur la géométrie différentielle.

## Biographie
Issu d'une lignée de paysans limousins et de parents instituteurs, Raymond Couty est né à La Barre, commune de Veyrac (Haute-Vienne). Il a fait ses études secondaires au lycée Gay-Lussac de Limoges, puis en classe préparatoire au lycée de Poitiers, avant de rejoindre à l'automne 1940 l'université de Clermont-Ferrand où s'était repliée l'université de Strasbourg.
Pendant la guerre, il obtient sa licence à l'université de Clermont-Ferrand. Il a pour condisciples Georges Reeb et Charles Pérol et est en contact  avec de brillants mathématiciens tels que Charles Ehresmann, Jean Dieudonné, Laurent Schwartz, André Lichnerowicz, René de Possel et Claude Chabauty. Après avoir été arrêté en novembre 1943 au cours d'une rafle organisée au sein de l'université par les autorités allemandes, il est libéré en janvier 1944 et passe la fin de la guerre caché à La Barre,.
Il se marie avec Marguerite Denardou (1919-2013) en 1945 et ils partent tous les deux enseigner en Alsace, suivant leurs maîtres de Strasbourg. Après l'obtention de l'agrégation en 1950, il enseigne au lycée Gay-Lussac de Limoges de 1950 à 1954. En 1954 il devient assistant à la Faculté des sciences de Poitiers puis, en 1958, maître de conférences délégué au Collège scientifique universitaire (CSU) nouvellement créé à Limoges. Il soutient sa thèse en 1960 sous la direction d'André Lichnerowicz, sous le titre « Sur les transformations riemaniennes et kählériennes ». Il est nommé alors maître de conférences titulaire, puis professeur en 1962 à la Faculté des sciences de Limoges (dont il sera le doyen en 1971).
Dirigeant pendant plus de 20 ans le département de mathématiques, Raymond Couty s'est fortement impliqué dans de nombreux projets pédagogiques et a beaucoup œuvré pour le développement de la bibliothèque de mathématiques. Il a été directeur de l'Institut de préparation aux enseignements de second degré (IPES), le fondateur et premier directeur du Centre pédagogique régional (CPR) et de l'Institut de recherche sur l'enseignement des mathématiques (IREM) de Limoges. Il a été décoré de l'ordre du Mérite en 1972, a reçu les Palmes académiques en 1978 et la Légion d'honneur en 1982. Il prit sa retraite en 1984. Il est l'auteur en collaboration avec Jacques Ezra, d'un manuel d'analyse, publié dans la collection U chez Armand Colin, qui connut un grand succès et de nombreuses rééditions.

## Distinctions
- Officier de l'ordre national du Mérite
- Chevalier de la Légion d'honneur
- Commandeur de l'ordre des Palmes académiques

## Sélection de travaux

### Ouvrages
- Sur les transformations des variétés riemanniennes et kählériennes, thèse présentée à la Faculté des Sciences de l'Université de Paris, Chartres, Imp. Durand, 1960, paru d'abord sous la forme d'un article dans les Annales de l'Institut Fourier, 9, 1959, p. 147-248. [PDF]
- Analyse, M.G.P. et spéciales A, coll. U, Paris, Armand Colin, 1965 (en coll. avec J. Ezra)
- Analyse, M.P. et spéciales AA', 2 vol., coll. U, Paris, Armand Colin, 1967 (en coll. avec J. Ezra), plusieurs fois réédités.
- Journées Raymond Couty de géométrie différentielle, 1 et 2 octobre 1984, Publication du Département de Mathématiques et Informatique, Université de Limoges.

### Articles importants
- « Transformations conformes et projectives de certaines variétés presque hermitiennes », C. R. Acad. Sci. Paris Sér. A-B, t. 269, 1969, A202–A204.
- « Formes projectives fermées sur un espace d'Einstein », C. R. Acad. Sci. Paris Sér. A-B, t. 270, 1970, A1249–A1251.
- « Espaces à tenseur de Ricci parallèle admettant des transformations projectives ». C. R. Acad. Sci. Paris Sér. A-B, t. 284, 1977, no. 15, A891–A893 (en coll. avec Hassan Akbar Zadeh).
- « Espaces à tenseur de Ricci parallèle admettant des transformations projectives », Rend. Mat. (6), 11, 1978, no. 1, p. 85–96 (en coll. avec Hassan Akbar Zadeh).
- « Transformations projectives des variétés à connexion euclidienne, C. R. Acad. Sci. Paris Sér. 1 Math., t. 295, 1982, no. 4, p. 349–352 (en coll. avec Hassan Akbar Zadeh).
- « Transformations projectives de certaines variétés à connexion métrique, C. R. Acad. Sci. Paris Sér. 1 Math., 298, 1984, n° 7, p. 153–156 (en coll. avec Hassan Akbar Zadeh).
- « Transformations projectives des variétés munies d'une connexion métrique », Ann. Mat. Pura Appl. (4), 148, 1987, p. 251–275 (en coll. avec Hassan Akbar Zadeh).